# Steve Turre
Steve Turre (Omaha, 12 september 1948) is een Amerikaans jazztrombonist.

## Biografie
Steve Turre groeide op in Californië en studeerde van 1968 tot 1969 muziek aan de 'North Texas State University'. Sinds 1968 speelde hij sporadisch met Rahsaan Roland Kirk en nam hij in 1970 in San Francisco op met de latin rockband Santana. Na een tournee met Ray Charles in 1972 werkte hij met Woody Herman om daarna in 1973 met The Jazz Messengers van Art Blakey naar New York te gaan, als ook met het Thad Jones/Mel Lewis Orchestra een Europese wereldtournee af te werken. Van 1974 tot 1976 maakte Turre opnamen met Chico Hamilton, met zowel trombone alsook met elektrische gitaar. In 1974 speelde hij ook bij Woody Shaw op de trombone. Na de hernieuwde arbeid met Kirk, waarna hij voor de eerste keer begon te experimenteren met schelpen, was Turre lid en arrangeur bij World of Trombones van Slide Hampton.  Bovendien componeerde en arrangeerde hij voor Max Roach, leidde hij zijn eigen kwartet en toerde hij met de pianist Cedar Walton. Van 1980 tot 1985 speelde hij weer bij Woody Shaws kwintet. Hij concerteerde met McCoy Tyner, Dexter Gordon, Slide Hampton, Poncho Sanchez, Hilton Ruiz en Tito Puente. In 1987 voegde hij zich bij het United Nation Orchestra van Dizzy Gillespie en speelde hij regelmatig bij Brass Fantasy van Lester Bowie.
Samen met de band Sanctified Shells, bestaande uit vier trombonisten, de trompettist E.J. Allen en een ritmesectie, trad Turre op tijdens het Monterey Jazz Festival en nam hij een gerespecteerde cd op.

## Andere instrumenten
Pas in 1974 liet zijn mentor Woody Shaw Turre op het album Moontrane een intro bijsturen voor een latinnummer, dat ten onrechte steeds op als schelpen geïdentificeerde schelphorens werd gespeeld. Op 18-jarige leeftijd hoorde Turre de saxofonist Rahsaan Roland Kirk, die een zeeschelp met een langdurende stabiele toon blies. Het lukte hem daarmee een bijzondere vorm van spiritualiteit te creëren, geheel in de zin van zijn concept om met nieuwe geluidsbronnen te experimenteren. 
Turre benadrukt, dat men een schelphoren alleen met vibrerende lippen tot klank kan brengen, maar men moet niet erin gaan zingen. Ze produceren dan een voor de menselijke stem zeer gelijkende klank. Daarbij vermeldt Turre de Duitse jazztrombonist Albert Mangelsdorff, die kon zingen op de trombone en aldus een op de schelphoren gelijkende klank kon voortbrengen. Turre gebruikt schelpbehuizingen van verschillende afmetingen om de gehorigheid te vergroten.

## Onderscheidingen
In 1998, 1999, 2001, 2002 en 2006 won hij de DownBeat-lezerspoll als beste trombonist.

## Privéleven
Sinds 1988 behoort hij tot de docenten van de Manhattan School of Music. Hij was van 1978 tot 2012 getrouwd met de celliste Akua Dixon. Uit het huwelijk ontstonden de kinderen Andromeda Turre (jazzzangeres) en Orion Turre (drummer).

## Discografie
- 1987: Viewpoints and Vibrations (Stash)
- 1988: Fire and Ice (Stash)
- 1991: Right There (Antilles Records)
- 1995: Rhythm Within (Antilles Records) met Herbie Hancock, Pharoah Sanders
- 1997: Steve Turre (Verve Records)
- 1999: Lotus Flower (Verve Records)
- 1999: In the Spur of the Moment (Telarc)
- 2000: TNT (Trombone-N-Tenor) (Telarc)
- 2003: One4J (Telarc)
- 2004: The Spirits Up Above (HighNote Records)
- 2006: Keep Searchin (HighNote Records)
- 2008: Rainbow People (HighNote Records)
- 2010: Delicious And Delightful (HighNote Records)
- 2013: The Bones Of Art (HighNote Records, met Steve Davis, Robin Eubanks, Frank Lacy, Xavier Davis, Peter Washington, Willie Jones III)

- Biblioteca Nacional de España: XX6568657
- Bibliothèque nationale de France: cb13900615t (data)
- Gemeinsame Normdatei: 134666283
- International Standard Name Identifier: 0000 0000 5514 2015
- Library of Congress Control Number: n84002098
- MusicBrainz: 1751f9e8-e0b5-4d3c-99b6-d93e0e1f4895
- Nationale Bibliotheek van Tsjechië: osa2014808426
- Nationale Bibliotheek van Israël: 987007329594305171
- SNAC: w6ch2p9g
- Système universitaire de documentation: 086261703
- Virtual International Authority File: 42026924
- WorldCat: E39PBJdgWYyFBWVYHtFPVw7yh3